# Bacopa parvula
Bacopa parvula là một loài thực vật có hoa trong họ Mã đề. Loài này được (S.Moore) Pennell mô tả khoa học đầu tiên năm 1946.